# 康定绒鼠
康定绒鼠（学名：Eothenomys hintoni）一种分布于中国四川西部地区的啮齿动物，隶属于仓鼠科绒鼠属。模式产地为四川康定。本种曾视为西南绒鼠（Eothenomys custos）的一个亚种，2012年学者通过基因和形态数据的研究结果将本种提升为有效种。